# Lijst van voetbalinterlands Argentinië - Costa Rica (vrouwen)
Deze lijst van voetbalinterlands is een overzicht van alle officiële voetbalwedstrijden  tussen de nationale vrouwenteams van Argentinië en Costa Rica. De landen hebben tot nu toe negen keer tegen elkaar gespeeld.

## Wedstrijden
| № | Plaats        | Datum             | Competitie                  | Wedstrijd               | Uitslag |
| - | ------------- | ----------------- | --------------------------- | ----------------------- | ------- |
| 1 | Avellaneda    | 29 september 1998 | Vriendschappelijk           | Argentinië − Costa Rica | 3 − 2   |
| 2 | San José      | 3 juni 2003       | Vriendschappelijk           | Costa Rica − Argentinië | 2 − 1   |
| 3 | San Cristóbal | 3 augustus 2003   | Pan-Amerikaanse Spelen 2003 | Costa Rica − Argentinië | 2 − 4   |
| 4 | Guadalajara   | 22 oktober 2011   | Pan-Amerikaanse Spelen 2011 | Costa Rica − Argentinië | 3 − 3   |
| 5 | Lima          | 3 augustus 2019   | Pan-Amerikaanse Spelen 2019 | Costa Rica − Argentinië | 0 − 0   |
| 6 | São Paulo     | 1 september 2019  | Vriendschappelijk           | Costa Rica − Argentinië | 3 − 1   |
| 7 | Viña del Mar  | 22 oktober 2023   | Pan-Amerikaanse Spelen 2023 | Costa Rica − Argentinië | 0 − 0   |
| 8 | Buenos Aires  | 31 mei 2024       | Vriendschappelijk           | Argentinië − Costa Rica | 2 − 0   |
| 9 | Vicente López | 3 juni 2024       | Vriendschappelijk           | Argentinië − Costa Rica | 2 − 0   |

## Samenvatting
| Competitie             | Totaal gespeeld | Winst Argentinië | Gelijk | Winst Costa Rica | Doelsaldo Argentinië – Costa Rica |
| ---------------------- | --------------- | ---------------- | ------ | ---------------- | --------------------------------- |
| Pan-Amerikaanse Spelen | 4               | 1                | 3      | 0                | 7 − 5                             |
| Vriendschappelijk      | 5               | 3                | 0      | 2                | 9 − 7                             |
| Totaal                 | 9               | 4                | 3      | 2                | 16 − 12                           |